# 권양숙
권양숙(權良淑, 1947년 12월 23일~)은 대한민국의 제16대 대통령 노무현의 배우자이다.

## 학력
- 진영대창국민학교 졸업
- 혜화여자중학교 졸업
- 훈성여자상업고등학교 졸업

## 경력
- 사회복지공동모금회 명예회장
- 대한암협회 명예회장
- 국제백신연구소 한국후원회 명예회장
- 방송통신대학교 명예후원회장
- 국립극장후원회 명예고문
- 예술의전당후원회 명예후원회장
- 국립암센터 명예후원회장
- 재단법인 아름다운 봉하 이사장

## 수상
- 2008년 대한민국 무궁화대훈장 수훈

## 가족
- 할아버지: 권영찬(1900~1971)
- 할머니: 허달이(1900~1962)
- 아버지: 권오석(權五石, 1921. 12. 22.~1971. 8. 30.)
- 고모: 권씨
- 외할아버지: 박희진(생몰년 미상)
- 어머니: 박덕남(朴德南, 1922. 4. 29.~2017. 2. 24.)
  - 배우자: 노무현[盧武鉉, 1946. 9. 1.(음력 8. 6.)~2009. 5. 23.]
    - 아들: 노건호(盧建昊, 1973~)
    - 자부: 배정민(裵晶旻, 1976~)
      - 손녀: 노서은(盧敍銀, 2004. 1. 12.~)
      - 손녀:노영진
      - 손자: 노서진(2008 ~)

    - 딸: 노정연(盧靜姸, 1975~)
    - 사위: 곽상언(郭相彥, 1971~)

  - 언니: 권창좌(權昌左, 1945~)
  - 여동생: 권진애(權珍愛, 1950~)
  - 남동생: 권기문(權奇文, 1952~)
- 시증조할아버지: 노상호(1850년대 초반~1896?)
- 시증조할머니: 이사산(생몰년 미상)
- 시할아버지: 노학용(1870년대 중후반~1945)
- 시할머니: 안퇴래(1870년대 후반~1948)
- 시아버지: 노판석[盧判石, 1900. 9. 12.(음력 8. 19.)~1976]
- (전)시어머니: 조영희(생몰년 미상)
- 시외할아버지: 이영호(생몰년 미상)
- 시어머니: 이순례[李順禮, 1904. 10. 21.(음력 9. 13.)~1998]
  - 시언니
    - 노명자(1928~2013,이복)
    - 김선밀(1920년대생,이부)

  - 시숙: 노영현(盧英鉉, 1932~1973)
  - 손윗동서 서영옥
    - 조카 노지원(1965~)

  - 시언니: 노영옥(1938~)
  - 시숙: 노건평(盧建平,1942~)
  - 손윗동서 오명례(1948~1976)
    - 조카 2명

  - 손윗동서 오순정(1957~), 민미영
    - 조카 1명

## 가족상
- 1964년 11월 1일 할머니 허달이(16세 때의 일)
- 1971년 1월 8일 아버지 권오석(22세 때의 일)
- 1971년 7월 할아버지 권영찬(22세 때의 일)
- 1973년 5월 14일 시숙 노영현(24세 때의 일)
- 1976년 손윗동서 오명례(27세 때의 일)
- 1976년 1월 시아버지 노판석(27세 때의 일)
- 1998년 시어머니 이순례(50세 때의 일)
- 2009년 5월 23일 배우자 노무현(61세 때의 일)
- 2013년 5월 19일 시언니 노명자(65세 때의 일)
- 2017년 2월 24일 어머니 박덕남(69세 때의 일)

## 같이 보기
- 노무현
- 권오석
- 박연차
- 봉하마을
- 이해찬
- 문재인
- 사람사는세상 노무현재단